# Ruta 324 (Costa Rica)
La Ruta 324, oficialmente Ruta Nacional Terciaria 324, es una ruta nacional de Costa Rica ubicada en la provincia de San José.

## Descripción
En la provincia de San José, la ruta atraviesa el cantón de Puriscal (el distrito de Mercedes Sur), el cantón de Turrubares (el distrito de Carara).